# ناحیه قیبرئی
ناحیهٔ قیبرئی (به ازبکی: Qibray tumani، قیبره‌ی تومنی) یک ناحیه در ازبکستان است که در ولایت تاشکند واقع شده‌است. ناحیه قیبرئی ۵۵۹ کیلومتر مربع مساحت و ۱۷۵٬۴۰۰ نفر جمعیت دارد.